# Königsbichl (Rosaliengebirge)
Der Königsbichl ist mit 608 m eine der höchsten Erhebungen der Marktgemeinde Schwarzenbach und liegt im Rosaliengebirge in unmittelbarer Nähe zur burgenländischen Landesgrenze. Er ist auch die höchste Erhebung der Schwarzenbacher Rotte Königsbichl, deren Namensgeber er ist.